# 四線大鮈鱥
四線大鮈鱥（学名：Macrhybopsis tetranema）为輻鰭魚綱鯉形目雅羅魚科的其中一種，被IUCN列為瀕危保育類動物，原分布於北美洲美國阿肯色河整個流域，但現在僅分布於寧尼斯卡河、堪薩斯州阿肯色河的一小部分以及新墨西哥州和德克薩斯州尤特水庫和梅雷迪斯水庫之間的加拿大河流域，棲息在沙石底質、水質清澈的溪流，體長可達7.7公分，生活習性不明。